# Курбатово (Владимирская область)
Курбатово — деревня в Киржачском районе Владимирской области России, входит в состав Горкинского сельского поселения.

## География
Деревня расположена на берегу реки Шерна в 7 км на юг от центра поселения посёлка Горка и в 10 км на северо-запад от райцентра города Киржач.

## История
В XIX — начале XX века деревня входила в состав Махринской волости Александровского уезда, с 1926 года — в составе Киржачской волости. В 1859 году в деревне числилось 26 дворов, в 1905 году — 42 двора, в 1926 году — 49 дворов.
С 1929 года деревня входила в состав Дубровского сельсовета Киржачского района, с 1940 года в составе — Бельковского сельсовета, с 1971 года — в составе Горкинского сельсовета, с 2005 года — в составе Горкинского сельского поселения.

## Население
| 1859 | 1905 | 1926 | 2002 | 2010 | 2021 |
| ---- | ---- | ---- | ---- | ---- | ---- |
| 144  | ↗253 | ↘238 | ↘9   | ↗14  | ↗27  |